# Haubachsee

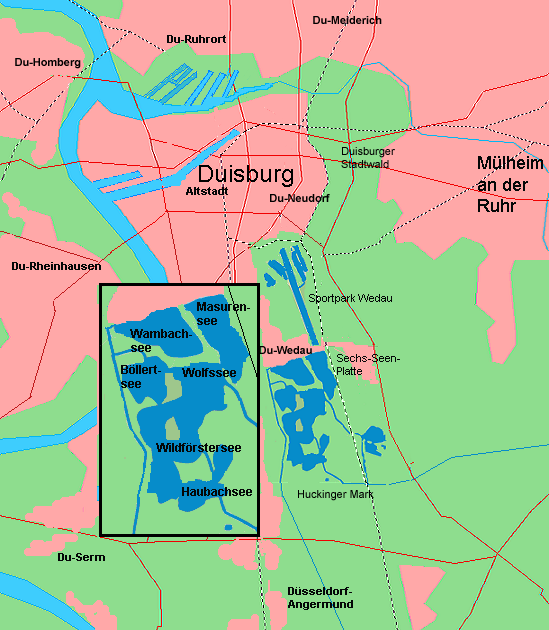
Lage des Haubachsees in der Sechs-Seen-Platte

Der Haubachsee gehört zur Sechs-Seen-Platte in Duisburg-Wedau. Er ist wie die anderen Seen ein Baggersee und liegt im Südosten der Seenplatte.
Das gesamte Erholungsgebiet liegt im Stadtbezirk Duisburg-Süd. Die anderen fünf Seen sind der Böllertsee, Masurensee, Wambachsee, Wildförstersee und Wolfssee. Zusammen haben sie eine Wasserfläche von knapp zwei km².